# 카클롱

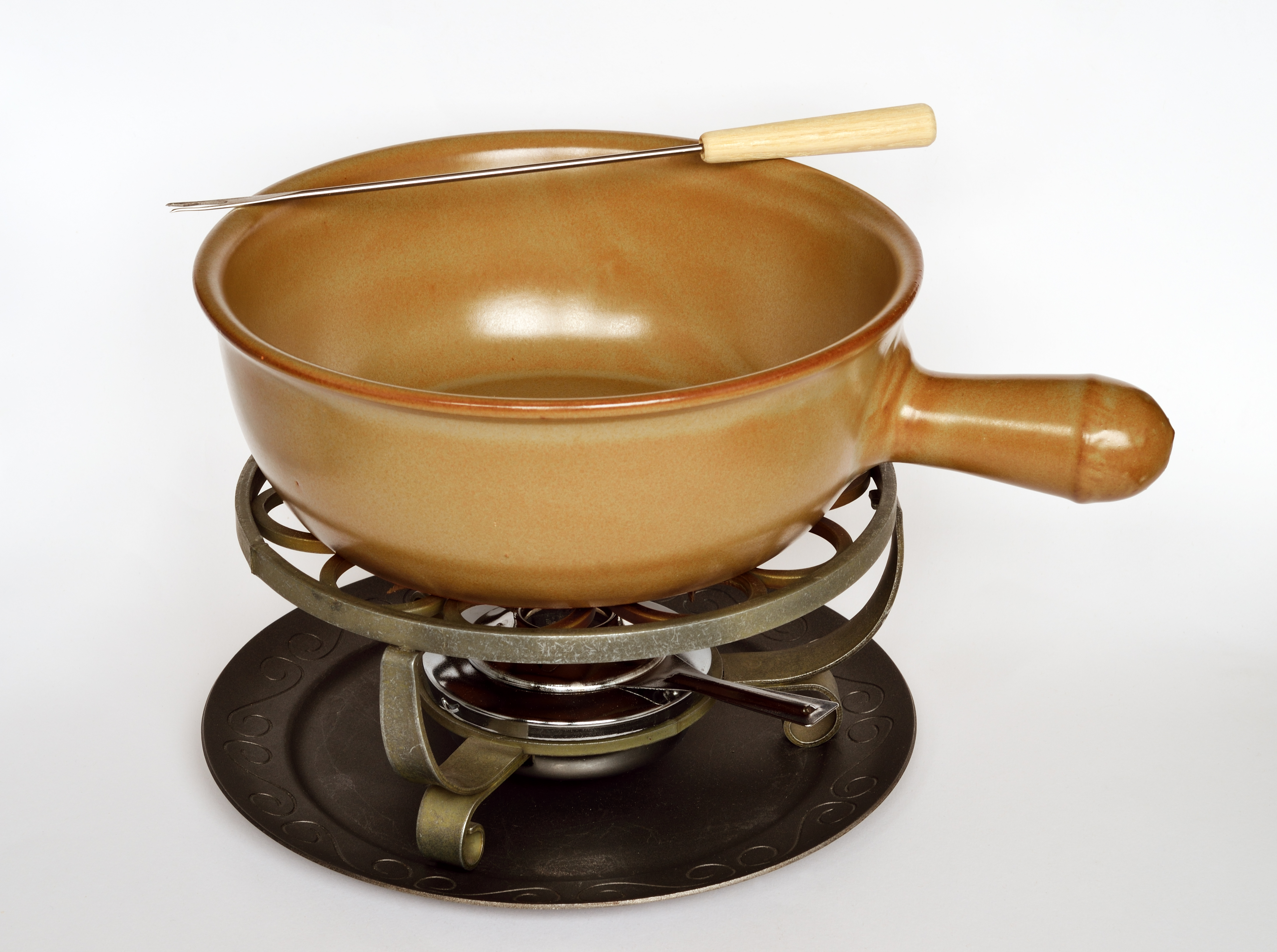
카클롱

카클롱(프랑스어: caquelon)은 퐁뒤를 데우는 냄비이다.

## 사진

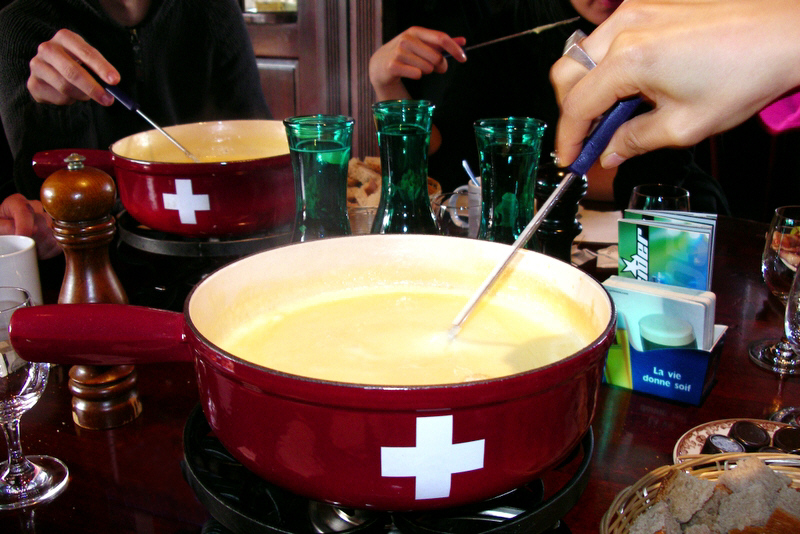
스위스 국기가 그려진 카클롱에 치즈 퐁뒤를 먹는 모습